# Bodegiselo
Bodogiselo, o Bodygisil, (... – 585 o 589) è stato un duca franco (dux).

## Biografia
Bodogiselo era figlio di Mommolino, duca di Soissons, a sua volta figlio di Munderico, figlio a sua volta di Cloderico il Parricida. Bodegiselo servì i re Chilperico I e Childeberto II. Suo fratello o zio sarebbe stato Gandolfo di Tongres: questo infatti ebbe un fratello dallo stesso nome, e spesso i due Bodogiselo si confondono. Secondo Hans-Walter Herrmann e Ulrich Nonn, la confusione tra Bodegiselo e del duca Bobo, vissuto dopo Bodogiselo, generò la figura semi-leggendaria del duca Boggis che appare in fonti dal IX secolo in poi. Bobo era un membro di una illustre famiglia d'Austrasia e un nipote del diacono Adalgiselo Grimo († 634), ma la localizzazione del suo ducato è sconosciuta.
Bodegiselo era il dux della Provenza. Fu celebrato in una canzone dal poeta coevo Venanzio Fortunato, che lodò l'educazione e l'eloquenza mostrata come rector di Marsiglia sotto Sigeberto I, posizione che Bodegiselo ricoprì fino al 565 circa.
Nel 584 Bodegiselo accompagnò Rigonda, la figlia di Chilperico, in Spagna per il suo matrimonio con Reccaredo, figlio del re visigoto Leovigildo, sebbene il matrimonio non ebbe mai luogo. Dopo il suo ritorno, fu inviato in un'ambasciata a Costantinopoli (capitale dell'Impero bizantino) per conto di Childeberto, che nel frattempo era succeduto a Chilperico. Bodegiselo si fermò a Cartagine durante il viaggio di ritorno, e fu assassinato lì, fatto a pezzi da una folla. A. C. Murray, parafrasando Il vescovo e storico coevo Gregorio di Tours, afferma che Bodogiselo fu colpito da una spada mentre usciva dal suo alloggio quando una folla si radunò in risposta all'omicidio di un mercante commesso da uno dei suoi servitori.
Sempre Gregorio di Tours racconta che Bodegiselo fu in grado di compiere l'impresa insolita, cioè di trasmettere le sue proprietà ai suoi eredi senza che questa venisse diminuita.
Secondo la Vita sancta Odae viduae del XIII secolo, santa Chrodoara era sposata con un certo duca Boggis e divenne monaca dopo la sua morte. Secondo Herrmann e Nonn, Chrodoara potrebbe essere stata la moglie di Bodegiselo. Scrivendo nell'XI secolo, Sigeberto di Gembloux cita Boggis come duca d'Aquitania e colloca erroneamente la sua vita attorno al 711. La Vita Landberti episcopi Traiectensis, una vita del vescovo Lamberto di Maastricht, fa riferimento a «Chrodoara [...] vedova del defunto Boggis, duca di Aquitania» come «zia» di Lamberto. Un falso documento del re Carlo il Calvo datata 30 gennaio 845 e la Charte d'Alaon, un'altra fabbricazione moderna, danno a Bodegisel/Boggis una genealogia che lo rende figlio del re Cariberto II e gli dà un fratello di nome Bertrand che gli succedette.

## Discendenza
Alcuni storici, come già scritto, ritengono che sia il marito di santa Chrodoara. Essi sarebbero stati i genitori il padre di Arnolfo di Metz e quindi l'antenato degli Arnolfingi e dei Carolingi. Essendo Bodogiselo e Mommolino discendenti di Munderico e questo di Cloderico il Parricida, i Carolingi sarebbero quindi i diretti discendenti dei re franchi di Colonia.